# Alegeri legislative în Ucraina, 2012

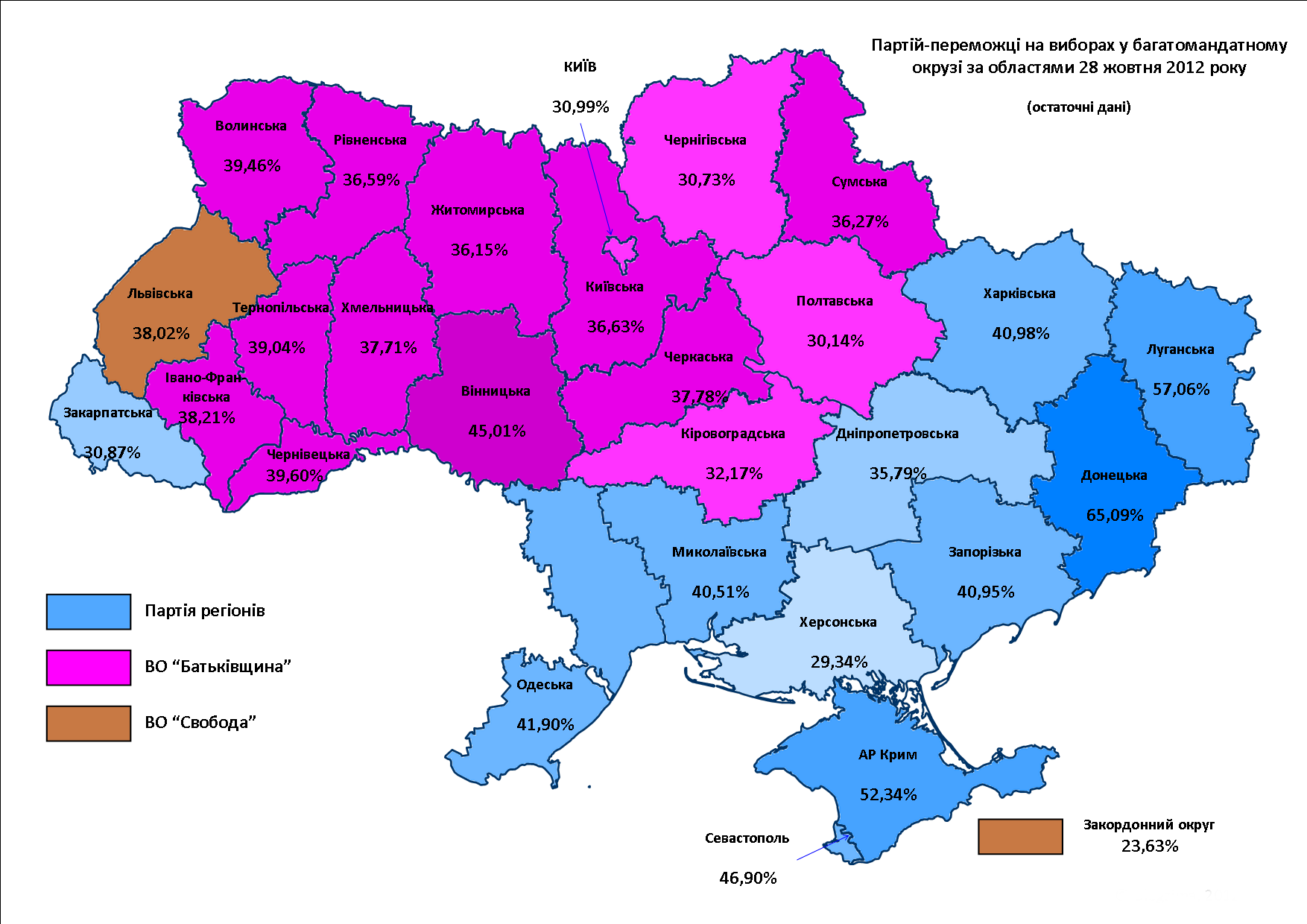
Rezultatele după regiuni cu indicarea partidului învingător

Alegerile legislative din 2012 în Ucraina au avut loc pe 28 octombrie 2012. Prezența la vot a fost de 57,98% sau 20,797,206 de voturi liber exprimate.
Campania electorală a fost limitată la o durată de 90 de zile. Orice cetățean al Ucrainei cu o vârstă de peste 18 ani a avut dreptul de a vota în una din cele 33.540 secții de vot din Ucraina și 116 din alte 77 de țări.
În septembrie 2012, cu o lună înainte de ziua alegerilor, Arseni Iațeniuk, liderul principalului partid de opoziție Uniunea Panucraineană "Patria", a cerut Uniunii Europene să constate că alegerile nu îndeplinesc standardele democratice internaționale.

## Rezultate
Prezența la vot a fost de 57,98% sau 20.796.206 de voturi liber exprimate. 
- Cea mai mare prezență la vot a fost semnalată în regiunile: Liov 67,12%, Ternopil 66,78%, Volînia 65,74%, Vinnița 62,89%, Hmelnițki 62,34% și capitala Kiev 62,11%.

- Cea mai scăzută prezență la vot a fost semnalată în: Republica Autonomă Crimeea 49,45%, regiunea Odesa 49,64%, orașul Sevastopol 49,65%, regiunile Herson 50,90% și Transcarpatia 51,61%.

Rezultatele alegerilor legislative din 28 octombrie 2012 din Ucraina
| Partide și coaliții            | Partide și coaliții                | Voturi     | %      | creștere/descreștere | Locuri |
| ------------------------------ | ---------------------------------- | ---------- | ------ | -------------------- | ------ |
|                                | Partidul Regiunilor                | 6.116.746  | 30,00% | ▼ 4.37%              | 72     |
|                                | Uniunea Panucraineană "Patria"     | 5.209.090  | 25,54% | ▼ 5.16%              | 62     |
|                                | UDAR                               | 2.847.979  | 13,96% | PN                   | 34     |
|                                | Partidul Comunist                  | 2.687.269  | 13,18% | ▲ 7.79%              | 32     |
|                                | Uniunea Panucraineană "Libertatea" | 2.129.933  | 10,44% | ▲ 9.69%              | 25     |
|                                | Ucraina — Înainte!                 | 322.198    | 1,58%  | PN                   | 0      |
|                                | Ucraina Noastră                    | 226.492    | 1,11%  | ▼ 13.04%             | 0      |
|                                | Partidul Radical                   | 221.144    | 1,08%  | PN                   | 0      |
|                                | Partidul Pensionarilor             | 114.206    | 0,56%  | ▲ 0.42%              | 0      |
|                                | Partidul Socialist                 | 93.071     | 0,45%  | ▼ 2.40%              | 0      |
|                                | Alte partide                       | 419.891    | 2,02%  |                      | 0      |
| Total (prezența la vot 57,98%) | Total (prezența la vot 57,98%)     | 20.797.206 | 100.00 | —                    | 225    |

- PN - Partid nou.